# یاسر فیضی
یاسر فیضی (زاده ۱۵ مرداد ۱۳۷۱ - کامیاران) یک بازیکن فوتبال اهل ایران است.
وی سابقهٔ عضویت در تیم‌هایی همچون گل ریحان البرز، ذوب‌آهن اصفهان و مس کرمان را در کارنامه دارد.

## افتخارات
- سوپر جام
- قهرمانی در سوپر جام ۱۳۹۵ به همراه تیم ذوب‌آهن اصفهان